# Williams FW25
A Williams FW25 egy Formula–1-es versenyautó, amelyet a Williams csapat épített és versenyeztetett a 2003-as Formula–1 világbajnokság során. Pilótái ebben az évben is Juan Pablo Montoya és Ralf Schumacher voltak - utóbbit az Olasz Nagydíjon Marc Gené helyettesítette, miután tesztbalesetben komolyan megsérült.

## Áttekintés
Az autó a korábbi évekhez képest jelentősebb átdolgozást kapott. A tervezőstáb egyik új tagja a Ferraritól érkezett Antonia Terzi volt, a másik pedig Gavin Fisher, aki Geoff Willis távozása után került a képbe.
Már a szezonnyitó Ausztrál Nagydíjon esélye lett volna a csapatnak győzelmet aratni, de Montoya megpördült, és így csak másodikok tudtak lenni. Innentől a dobogó közelébe se kerültek, a teljesítménybeli visszaesésnek tervezési hiányosságok voltak az okai (alulkormányozottság). Montoya az osztrák nagydíjon került egészen közel a győzelemhez, de ekkor motorhiba miatt kellett kiállnia.
Monacóban aztán a Michelin előállt egy új, szélesebb első gumival, ami kitűnően működött az FW25-össel. Montoya rögtön nyert is Monacóban, Kanadában a csapat kettős dobogót szerzett, aztán az európai és a francia nagydíjon kettős győzelmeket arattak. A váratlan megtáltosodás a riválisok szemét is szúrta, ezért óvást jelentettek be a Michelin gumijával szemben, a magyar futam után pedig át is kellett állniuk egy áttervezett abroncsra. Montoya idáig még a világbajnoki címre is esélyes volt, az áttervezés következtében aztán megint visszaestek, és bár Montoya a szezonzáró japán nagydíjat sokáig vezette, motorhiba miatt ki kellett állnia. A csapat így is a második helyen zárt a konstruktőrök közt, Montoya egyéni harmadik lett.
Az autó szerepel az F1 2018 című játékban is.

## Eredmények
(félkövérrel jelölve a pole pozíció, dőlt betűkkel a leggyorsabb kör)
| Év   | Kasztni | Motor           | Gumi | Pilóták            | 1   | 2   | 3   | 4   | 5   | 6   | 7   | 8   | 9   | 10  | 11  | 12  | 13  | 14  | 15  | 16  | Pontok | Helyezés |
| ---- | ------- | --------------- | ---- | ------------------ | --- | --- | --- | --- | --- | --- | --- | --- | --- | --- | --- | --- | --- | --- | --- | --- | ------ | -------- |
| 2003 | FW25    | BMW P83 3.0 V10 | M    |                    | AUS | MAL | BRA | SMR | ESP | AUT | MON | CAN | EUR | FRA | GBR | GER | HUN | ITA | USA | JPN | 144    | 2.       |
| 2003 | FW25    | BMW P83 3.0 V10 | M    | Juan Pablo Montoya | 2   | 11  | KI  | 7   | 4   | KI  | 1   | 3   | 2   | 2   | 2   | 1   | 3   | 2   | 6   | KI  | 144    | 2.       |
| 2003 | FW25    | BMW P83 3.0 V10 | M    | Ralf Schumacher    | 8   | 4   | 7   | 4   | 5   | 6   | 4   | 2   | 1   | 1   | 9   | KI  | 4   |     | KI  | 12  | 144    | 2.       |
| 2003 | FW25    | BMW P83 3.0 V10 | M    | Marc Gené          |     |     |     |     |     |     |     |     |     |     |     |     |     | 5   |     |     | 144    | 2.       |